# Дэвис, Джейн
Джейн Дэвис (англ. Jane Davis, полное имя Jane Anthony Davis; 1821—1855) — американская художница-портретист.

## Биография
Родилась 2 сентября 1821 года в городе Уорике, штат Род-Айленд, в семье дочери Джайлза Дэвиса и Сары Робинсон Грин Энтони.
В течение 1838 года она посещала Warren Ladies Seminary в городе Уоррен этого же штата, где изучала рисунок и живопись.
1 февраля 1841 года Джейн вышла замуж за Эдварда Нельсона Дэвиса из Норуича, штат Коннектикут, и некоторое время жила в этом городе. 10 января 1842 года у них родился первый ребёнок. Затем семья переехала в Провиденс, штат Род-Айленд, где у них родился 26 апреля 1847 года ещё один ребёнок.
Создав в августе 1854 года свою последнюю работу — портрет Луэллы Ходжес (Luella Hodges), художница умерла спустя восемь месяцев от туберкулёза в апреле 1855 года. Была похоронена в Провиденсе на кладбище Swan Point Cemetery.

## Творчество
Для женщин-художников той эпохи было обычным делом подписывать свои работы, используя только инициалы; Джейн Дэвис в этом отношении не была исключением и подписывалась как J. A. Davis. Только в 1981 году коллекционеры Сибил и Артур Керн идентифицировали полное имя и авторство художницы.
Дэвис создавала миниатюрные портреты, работая акварелью и карандашом. Большинство её героев изображены на три четверти картины, часто они одеты в чёрное. Иногда художница включала в свои композиции цветы. Многие её работы были подписаны и датированы; некоторые также включали имя субъекта.
Известно, что Джейн Дэвис написала более 200 портретов, в основном жителей тех мест, где она жила. Её работы весьма необычны, высоко ценятся коллекционерами американского наивного искусства и находятся в коллекциях многих музеев народного искусства.